# 4 Heures de Silverstone 2014
Navigation
Édition précédente Édition suivante
Les 4 Heures de Silverstone 2014, disputées le 19 avril 2014 sur le Circuit de Silverstone dans le cadre des 6 Heures de Silverstone, ont constitué la première manche de l'European Le Mans Series 2014.

## Course

### Classement de la course
Voici le classement provisoire au terme de la course.
- Les vainqueurs de chaque catégorie sont signalés par un fond jauni.
- Pour la colonne Pneus, il faut passer le curseur au-dessus du modèle pour connaître le manufacturier de pneumatiques.

| Pos  | Classe | no | Écurie                     | Pilotes                                                           | Châssis                     | Pneus | Tours | Temps / Abandon     |
| Pos  | Classe | no | Écurie                     | Pilotes                                                           | Moteur                      | Pneus | Tours | Temps / Abandon     |
| ---- | ------ | -- | -------------------------- | ----------------------------------------------------------------- | --------------------------- | ----- | ----- | ------------------- |
| 1    | LMP2   | 46 | Thiriet par TDS Racing     | Pierre Thiriet Ludovic Badey Tristan Gommendy                     | Morgan LMP2                 | D     | 118   | 4 h 00 min 29 s 711 |
| 1    | LMP2   | 46 | Thiriet par TDS Racing     | Pierre Thiriet Ludovic Badey Tristan Gommendy                     | Nissan VK45DE 4.5 L V8 Atmo | D     | 118   | 4 h 00 min 29 s 711 |
| 2    | LMP2   | 34 | Race Performance           | Michel Frey Franck Mailleux                                       | Oreca 03                    | D     | 118   | + 3 s 828           |
| 2    | LMP2   | 34 | Race Performance           | Michel Frey Franck Mailleux                                       | Judd HK 3.6 L V8 Atmo       | D     | 118   | + 3 s 828           |
| 3    | LMP2   | 43 | Newblood par Morand Racing | Gary Hirsch Romain Brandela Christian Klien                       | Morgan LMP2                 | D     | 118   | + 4 s 731           |
| 3    | LMP2   | 43 | Newblood par Morand Racing | Gary Hirsch Romain Brandela Christian Klien                       | Judd HK 3.6 L V8 Atmo       | D     | 118   | + 4 s 731           |
| 4    | LMP2   | 41 | Greaves Motorsport         | Tom Kimber-Smith Chris Dyson Matt McMurry                         | Zytek Z11SN                 | D     | 118   | + 14 s 388          |
| 4    | LMP2   | 41 | Greaves Motorsport         | Tom Kimber-Smith Chris Dyson Matt McMurry                         | Nissan VK45DE 4.5 L V8 Atmo | D     | 118   | + 14 s 388          |
| 5    | LMP2   | 36 | Signatech Alpine           | Paul-Loup Chatin Nelson Panciatici Oliver Webb                    | Alpine A450                 | M     | 118   | + 55 s 068          |
| 5    | LMP2   | 36 | Signatech Alpine           | Paul-Loup Chatin Nelson Panciatici Oliver Webb                    | Nissan VK45DE 4.5 L V8 Atmo | M     | 118   | + 55 s 068          |
| 6    | LMP2   | 28 | Greaves Motorsport         | James Littlejohn Tony Wells James Walker                          | Zytek Z11SN                 | D     | 118   | + 1 min 00 s 569    |
| 6    | LMP2   | 28 | Greaves Motorsport         | James Littlejohn Tony Wells James Walker                          | Nissan VK45DE 4.5 L V8 Atmo | D     | 118   | + 1 min 00 s 569    |
| 7    | LMP2   | 24 | Sébastien Loeb Racing      | Vincent Capillaire Jan Charouz                                    | Oreca 03                    | M     | 116   | + 2 tours           |
| 7    | LMP2   | 24 | Sébastien Loeb Racing      | Vincent Capillaire Jan Charouz                                    | Nissan VK45DE 4.5 L V8 Atmo | M     | 116   | + 2 tours           |
| 8    | LMP2   | 48 | Murphy Prototypes          | Karun Chandhok Rodolfo González Alex Kapadia                      | Oreca 03                    | D     | 112   | + 6 tours           |
| 8    | LMP2   | 48 | Murphy Prototypes          | Karun Chandhok Rodolfo González Alex Kapadia                      | Nissan VK45DE 4.5 L V8 Atmo | D     | 112   | + 6 tours           |
| 9    | LMGTE  | 55 | AF Corse                   | Duncan Cameron Matt Griffin Michele Rugolo                        | Ferrari 458 Italia GT2      | M     | 112   | + 6 tours           |
| 9    | LMGTE  | 55 | AF Corse                   | Duncan Cameron Matt Griffin Michele Rugolo                        | Ferrari 4.5 L V8 Atmo       | M     | 112   | + 6 tours           |
| 10   | LMGTE  | 72 | SMP Racing                 | Andrea Bertolini Viktor Shaytar Sergey Zlobin                     | Ferrari 458 Italia GT2      | M     | 112   | + 6 tours           |
| 10   | LMGTE  | 72 | SMP Racing                 | Andrea Bertolini Viktor Shaytar Sergey Zlobin                     | Ferrari 4.5 L V8 Atmo       | M     | 112   | + 6 tours           |
| 11   | LMGTE  | 76 | IMSA Performance Matmut    | Raymond Narac Nicolas Armindo David Hallyday                      | Porsche 911 GT3 RSR         | M     | 111   | + 7 tours           |
| 11   | LMGTE  | 76 | IMSA Performance Matmut    | Raymond Narac Nicolas Armindo David Hallyday                      | Porsche 4.0 L Flat-6 Atmo   | M     | 111   | + 7 tours           |
| 12   | LMP2   | 50 | Larbre Compétition         | Gustavo Yacamán Keiko Ihara (en)                                  | Morgan LMP2                 | M     | 111   | + 7 tours           |
| 12   | LMP2   | 50 | Larbre Compétition         | Gustavo Yacamán Keiko Ihara (en)                                  | Judd HK 3.6 L V8 Atmo       | M     | 111   | + 7 tours           |
| 13   | LMGTE  | 56 | AT Racing                  | Alexander Talkanitsa, Sr. Alexander Talkanitsa, Jr. Pierre Kaffer | Ferrari 458 Italia GT2      | M     | 111   | + 7 tours           |
| 13   | LMGTE  | 56 | AT Racing                  | Alexander Talkanitsa, Sr. Alexander Talkanitsa, Jr. Pierre Kaffer | Ferrari 4.5 L V8 Atmo       | M     | 111   | + 7 tours           |
| 14   | LMGTE  | 66 | JMW Motorsport             | Daniel McKenzie (en) George Richardson Daniel Zampieri            | Ferrari 458 Italia GT2      | D     | 111   | + 7 tours           |
| 14   | LMGTE  | 66 | JMW Motorsport             | Daniel McKenzie (en) George Richardson Daniel Zampieri            | Ferrari 4.5 L V8 Atmo       | D     | 111   | + 7 tours           |
| 15   | LMGTE  | 54 | AF Corse                   | Piergiuseppe Perazzini Marco Cioci Michael Lyons                  | Ferrari 458 Italia GT2      | M     | 110   | + 8 tours           |
| 15   | LMGTE  | 54 | AF Corse                   | Piergiuseppe Perazzini Marco Cioci Michael Lyons                  | Ferrari 4.5 L V8 Atmo       | M     | 110   | + 8 tours           |
| 16   | LMGTE  | 58 | Team SOFREV-ASP            | Anthony Pons Soheil Ayari Fabien Barthez                          | Ferrari 458 Italia GT2      | M     | 110   | + 8 tours           |
| 16   | LMGTE  | 58 | Team SOFREV-ASP            | Anthony Pons Soheil Ayari Fabien Barthez                          | Ferrari 4.5 L V8 Atmo       | M     | 110   | + 8 tours           |
| 17   | GTC    | 96 | Team Ukraine               | Andriy Kruglyk Sergii Chukanov Alessandro Pier Guidi              | Ferrari 458 Italia GT3      | M     | 109   | + 9 tours           |
| 17   | GTC    | 96 | Team Ukraine               | Andriy Kruglyk Sergii Chukanov Alessandro Pier Guidi              | Ferrari 4.5 L V8 Atmo       | M     | 109   | + 9 tours           |
| 18   | GTC    | 73 | SMP Racing                 | Olivier Beretta Anton Ladygin (de) David Markozov                 | Ferrari 458 Italia GT3      | M     | 109   | + 9 tours           |
| 18   | GTC    | 73 | SMP Racing                 | Olivier Beretta Anton Ladygin (de) David Markozov                 | Ferrari 4.5 L V8 Atmo       | M     | 109   | + 9 tours           |
| 19   | GTC    | 60 | Formula Racing             | Jan Magnussen Johnny Laursen Mikkel Mac                           | Ferrari 458 Italia GT3      | M     | 109   | + 9 tours           |
| 19   | GTC    | 60 | Formula Racing             | Jan Magnussen Johnny Laursen Mikkel Mac                           | Ferrari 4.5 L V8 Atmo       | M     | 109   | + 9 tours           |
| 20   | LMGTE  | 82 | Crubilé Sport              | Sébastien Crubilé (de) François Perrodo Emmanuel Collard          | Porsche 911 GT3 RSR         | M     | 109   | + 9 tours           |
| 20   | LMGTE  | 82 | Crubilé Sport              | Sébastien Crubilé (de) François Perrodo Emmanuel Collard          | Porsche 4.0 L Flat-6 Atmo   | M     | 109   | + 9 tours           |
| 21   | LMGTE  | 86 | Gulf Racing UK             | Michael Wainwright Adam Carroll Ben Barker                        | Porsche 997 GT3 RSR         | M     | 109   | + 9 tours           |
| 21   | LMGTE  | 86 | Gulf Racing UK             | Michael Wainwright Adam Carroll Ben Barker                        | Porsche 4.0 L Flat-6 Atmo   | M     | 109   | + 9 tours           |
| 22   | LMGTE  | 80 | Kessel Racing              | Michał Broniszewski Giacomo Piccini                               | Ferrari 458 Italia GT2      | M     | 108   | + 10 tours          |
| 22   | LMGTE  | 80 | Kessel Racing              | Michał Broniszewski Giacomo Piccini                               | Ferrari 4.5 L V8 Atmo       | M     | 108   | + 10 tours          |
| 23   | GTC    | 78 | Team Russia by Barwell     | Leo Machitski Timur Sardarov Jonny Cocker                         | BMW Z4 GT3                  | M     | 108   | + 10 tours          |
| 23   | GTC    | 78 | Team Russia by Barwell     | Leo Machitski Timur Sardarov Jonny Cocker                         | BMW 4.4 L V8                | M     | 108   | + 10 tours          |
| 24   | LMGTE  | 85 | Gulf Racing UK             | Roald Goethe Stuart Hall Dan Brown                                | Aston Martin V8 Vantage GTE | M     | 108   | + 10 tours          |
| 24   | LMGTE  | 85 | Gulf Racing UK             | Roald Goethe Stuart Hall Dan Brown                                | Aston Martin 4.5 L V8 Atmo  | M     | 108   | + 10 tours          |
| 25   | GTC    | 99 | ART Grand Prix             | Ricardo González Karim Ajlani Alex Brundle                        | McLaren MP4-12C GT3         | M     | 107   | + 11 tours          |
| 25   | GTC    | 99 | ART Grand Prix             | Ricardo González Karim Ajlani Alex Brundle                        | McLaren 3.8 L V8 Turbo      | M     | 107   | + 11 tours          |
| 26   | GTC    | 51 | Sébastien Loeb Racing      | Henry Hassid Mike Parisy Olivier Lombard                          | Audi R8 LMS ultra           | M     | 107   | + 11 tours          |
| 26   | GTC    | 51 | Sébastien Loeb Racing      | Henry Hassid Mike Parisy Olivier Lombard                          | Audi 5.2 L V10 Atmo         | M     | 107   | + 11 tours          |
| 27   | GTC    | 98 | ART Grand Prix             | Kevin Korjus Grégoire Demoustier Yann Goudy (en)                  | McLaren MP4-12C GT3         | M     | 107   | + 11 tours          |
| 27   | GTC    | 98 | ART Grand Prix             | Kevin Korjus Grégoire Demoustier Yann Goudy (en)                  | McLaren 3.8 L V8 Turbo      | M     | 107   | + 11 tours          |
| 28   | GTC    | 93 | Pro GT by Alméras          | Franck Perera Lucas Lasserre Eric Dermont                         | Porsche 911 GT3 R           | M     | 107   | + 11 tours          |
| 28   | GTC    | 93 | Pro GT by Alméras          | Franck Perera Lucas Lasserre Eric Dermont                         | Porsche 4.0 L Flat-6 Atmo   | M     | 107   | + 11 tours          |
| 29   | GTC    | 75 | Prospeed Competition       | Paul Van Splunteren Maxime Soulet Gilles Vannelet                 | Porsche 911 GT3 R           | M     | 107   | + 11 tours          |
| 29   | GTC    | 75 | Prospeed Competition       | Paul Van Splunteren Maxime Soulet Gilles Vannelet                 | Porsche 4.0 L Flat-6 Atmo   | M     | 107   | + 11 tours          |
| 30   | GTC    | 63 | AF Corse                   | Mads Rasmussen Dennis Lind (en)                                   | Ferrari 458 Italia GT3      | M     | 106   | + 12 tours          |
| 30   | GTC    | 63 | AF Corse                   | Mads Rasmussen Dennis Lind (en)                                   | Ferrari 4.5 L V8 Atmo       | M     | 106   | + 12 tours          |
| 31   | LMGTE  | 67 | IMSA Performance Matmut    | Erik Maris Jean-Marc Merlin Éric Hélary                           | Porsche 911 GT3 RSR         | M     | 106   | + 12 tours          |
| 31   | LMGTE  | 67 | IMSA Performance Matmut    | Erik Maris Jean-Marc Merlin Éric Hélary                           | Porsche 4.0 L Flat-6 Atmo   | M     | 106   | + 12 tours          |
| 32   | GTC    | 59 | Team SOFREV-ASP            | Christophe Bourret Pascal Gibon Jean-Philippe Belloc              | Ferrari 458 Italia GT3      | M     | 106   | + 12 tours          |
| 32   | GTC    | 59 | Team SOFREV-ASP            | Christophe Bourret Pascal Gibon Jean-Philippe Belloc              | Ferrari 4.5 L V8 Atmo       | M     | 106   | + 12 tours          |
| 33   | LMGTE  | 81 | Kessel Racing              | Thomas Kemenater (it) Matteo Cressoni                             | Ferrari 458 Italia GT2      | M     | 104   | + 14 tours          |
| 33   | LMGTE  | 81 | Kessel Racing              | Thomas Kemenater (it) Matteo Cressoni                             | Ferrari 4.5 L V8 Atmo       | M     | 104   | + 14 tours          |
| 34   | GTC    | 95 | AF Corse                   | Adrien De Leener Cédric Sbirrazzuoli                              | Ferrari 458 Italia GT3      | M     | 102   | + 16 tours          |
| 34   | GTC    | 95 | AF Corse                   | Adrien De Leener Cédric Sbirrazzuoli                              | Ferrari 4.5 L V8 Atmo       | M     | 102   | + 16 tours          |
| 35   | GTC    | 62 | AF Corse                   | Yannick Mollegol Jean-Marc Bachelier (pl) Howard Blank            | Ferrari 458 Italia GT3      | M     | 102   | + 16 tours          |
| 35   | GTC    | 62 | AF Corse                   | Yannick Mollegol Jean-Marc Bachelier (pl) Howard Blank            | Ferrari 4.5 L V8 Atmo       | M     | 102   | + 16 tours          |
| Abd. | LMP2   | 38 | Jota Sport                 | Simon Dolan Harry Tincknell Filipe Albuquerque                    | Zytek Z11SN                 | D     | 97    | Collision           |
| Abd. | LMP2   | 38 | Jota Sport                 | Simon Dolan Harry Tincknell Filipe Albuquerque                    | Nissan VK45DE 4.5 L V8 Atmo | D     | 97    | Collision           |
| Abd. | LMP2   | 29 | Pegasus Racing             | Julien Schell Niki Leutwiler Jonathan Coleman                     | Morgan LMP2                 | D     | 74    | Abandon             |
| Abd. | LMP2   | 29 | Pegasus Racing             | Julien Schell Niki Leutwiler Jonathan Coleman                     | Nissan VK45DE 4.5 L V8 Atmo | D     | 74    | Abandon             |
| Np.  | GTC    | 71 | SMP Racing                 | Kirill Ladygin Luca Persiani (en) Aleksey Basov (en)              | Ferrari 458 Italia GT3      | M     | –     | Fuite d'huile       |
| Np.  | GTC    | 71 | SMP Racing                 | Kirill Ladygin Luca Persiani (en) Aleksey Basov (en)              | Ferrari 4.5 L V8 Atmo       | M     | –     | Fuite d'huile       |

- L’Aston Martin Gulf Racing n ° 85 a été pénalisé de deux tours par les commissaires sportifs après la course pour cause de ne pas avoir respecté les exigences de temps de conduite des pilotes[2].

## Pole position et record du tour
- Pole position : Harry Tincknell sur n°38 Jota Sport en 1 min 47 s 702
- Meilleur tour en course : Karun Chandhok sur n°48 Murphy Prototypes en 1 min 50 s 757 au 14e tour.

## Tours en tête
Tours en tête 
- no 38 Zytek Z11SN - Jota Sport : 69 tours (1-23 / 48 / 51-74 / 77-97)
- no 34 Oreca 03 - Race Performance : 20 tours (24 / 49-50 / 98-114)
- no 28 Zytek Z11SN - Greaves Motorsport : 21 tours (25-45)
- no 43 Morgan LMP2 - Newblood par Morand Racing : 2 tours (46-47)
- no 46 Morgan LMP2 - Thiriet par TDS Racing : 6 tours (75-76 / 115-118)

## À noter
- Longueur du circuit : 5,901 km
- Distance parcourue par les vainqueurs : 696,318 km